# Jan Hirt
Pour les articles homonymes, voir Hirt.
Jan Hirt est un coureur cycliste tchèque, né le 21 janvier 1991 à Třebíč. Spécialiste des courses par étapes, il a remporté le Tour d'Autriche en 2016 et le Tour d'Oman en 2022. Il s'est également illustré sur les grands tours, notamment sur le Tour d'Italie en 2022, où il termine sixième du général et remporte une étape.

## Biographie
Chez les juniors (17/18 ans), Jan Hirt s'illustre le 1er juin 2008 en remportant la dernière étape du Tour du Pays de Vaud. L'année suivante, pour sa deuxième année junior, il remporte la dernière étape et le général du Grand Prix Général Patton. Il est également champion de République tchèque sur route juniors et quatrième du Trofeo Emilio Paganessi.

### 2012-2014: débuts et révélations

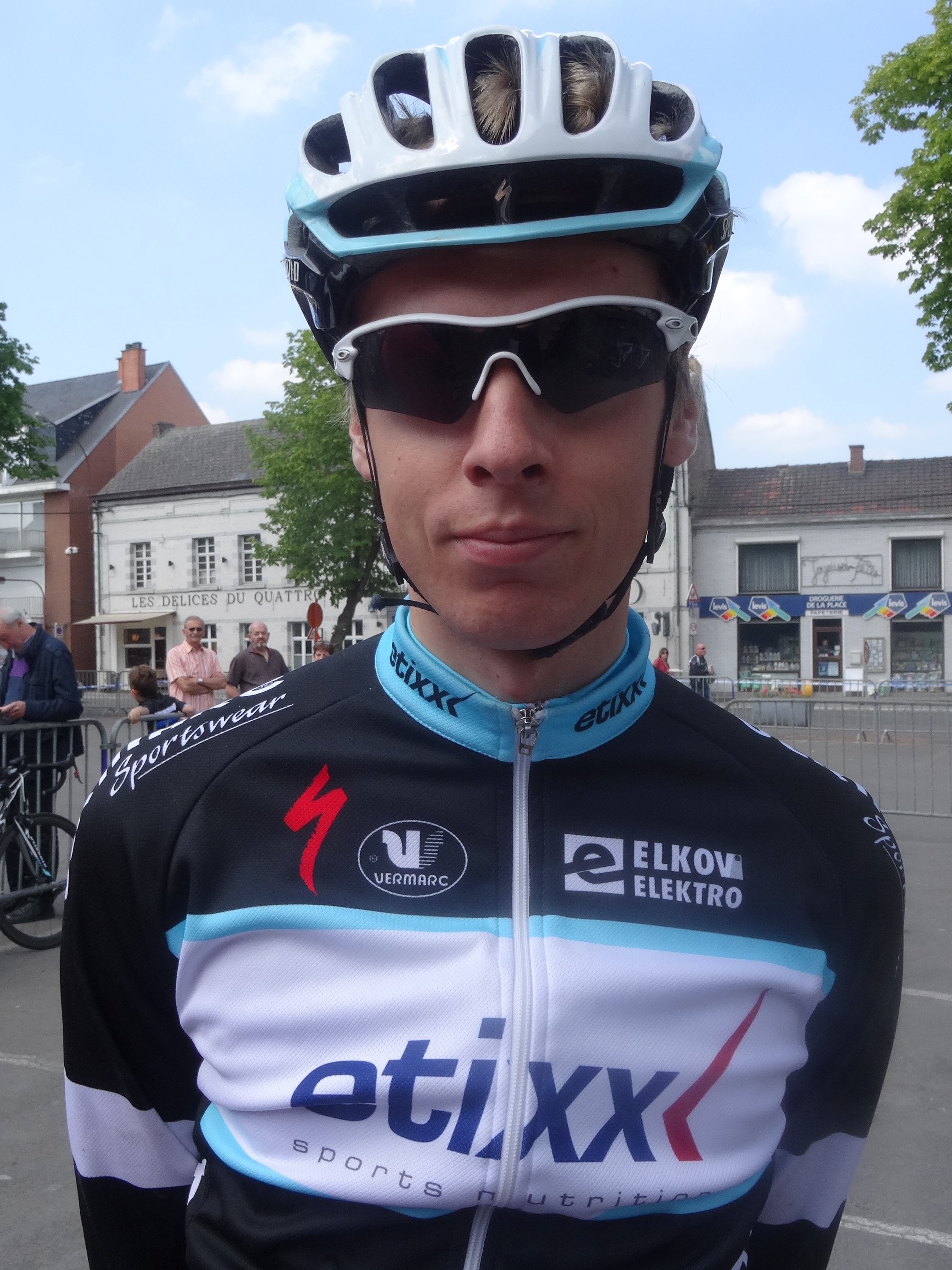
Jan Hirt en 2014.

Après deux saisons sans résultats notables, où il ne court que quelques épreuves internationales, il montre ses qualités de grimpeur en juin 2012 lors du Tour de Slovaquie. Il termine cinquième et meilleur jeune de la course, après avoir notamment pris la troisième place de l'étape-reine derrière Davide Rebellin et Sergey Rudaskov. Neuvième du Czech Cycling Tour (Tour de République tchèque), il rejoint l'équipe continentale luxembourgeoise Leopard-Trek en août comme stagiaire. Après un stage concluant, il obtient finalement un contrat avec l'équipe en 2013.
Lors de la saison 2013, il remporte la quatrième étape du Tour d'Azerbaïdjan, une étape de montagne où il termine avec plus de quatre minutes d'avance sur le deuxième. Il termine finalement huitième du général. Par la suite, il obtient des bons résultats dans son pays natal, où il est deuxième de la Course de la Paix espoirs derrière Toms Skujiņš et lauréat du contre-la-montre par équipes du Czech Cycling Tour. Il est ensuite quatrième du Tour Alsace, septième de la Semaine cycliste lombarde et douzième des mondiaux espoirs. Ses bons résultats lui permettent de rejoindre en 2014 l'équipe Etixx, réserve de la formation World Tour Omega Pharma-Quick Step. Lors de cette saison, il gagne l'étape reine du Czech Cycling Tour avec une avance de 45 secondes sur le deuxième Karel Hník. Il se classe huitième du général final. En août, il termine troisième du Tour Alsace - à dix secondes du vainqueur Karel Hnik - et du Grand Prix Kralovehradeckeho kraje.

### 2015-2017: confirmation chez CCC Sprandi Polkowice
En 2015, Hirt signe avec l'équipe continentale professionnelle CCC Sprandi Polkowice. Lors de cette saison, il participe à ses premiers courses du World Tour, dont le Tour de Suisse et le Tour de Pologne. Mais c'est lors du Tour d'Autriche qu'il obtient son meilleur résultat en prenant la troisième place du général. En fin d'année, il découvre le Tour de Lombardie, mais abandonne.
En 2016, il participe de nouveau au Tour d'Autriche où il gagne la quatrième étape et prendre la tête du général. Trois jours plus tard, il remporte la course en devancant Guillaume Martin de plus d'une minute. Il a également participé Tour de Catalogne, au Tour de Suisse et au Tour de Lombardie où il abandonne de nouveau. 
Lors de la saison 2017, il confirme son potentiel en terminant troisième du Tour de Croatie, mais surtout douzième du Tour d'Italie pour son premier grand tour. Cette performance ne passe pas inaperçu et il signe dès le mois d'août un contrat avec l'équipe World Tour Astana pour les saisons 2018 et 2019.

### 2018-2019: débuts en World Tour avec Astana
Jan Hirt fait son arrivée dans le World Tour au sein de la formation Astana pour renforcer l'équipe dans les classements généraux. En 2018, il participe à deux grands tours en tant qu'équipier, le Tour d'Italie et le Tour d'Espagne, où il termine respectivement 46e et 74e. Son meilleur résultat est une dixième place au Tour des Alpes.
L'année suivante, il continue sa progression en se classant notamment cinquième du Tour de Suisse, septième du Tour des Alpes et douzième du Tour des Émirats arabes unis. Équipier de Miguel Ángel López sur le Tour d'Italie, il parvient à jouer sa carte lors de la 16e étape, où il est battu dans un sprint à deux par Giulio Ciccone.

### 2020: courte expérience chez CCC Team
En 2020, il retrouve la formation polonaise CCC qui court désormais avec une licence World Tour après sa fusion avec l'équipe BMC Racing. Lors de cette saison, marquée par l'arrêt des courses pendant plusieurs mois en raison de la pandémie de Covid-19, il participe à son premier Tour de France (67e) et enchaine avec le Tour d'Espagne (56e). Son meilleur résultat est quinzième du Tour de l'Ain.

### 2021-2022: deux saisons contrastées chez Intermarché-Wanty-Gobert Matériaux
L'équipe CCC s'arrêtant à l'issue de l'année 2020, Jan Hirt obtient un contrat avec la nouvelle équipe World Tour Intermarché-Wanty-Gobert Matériaux qui a racheté la licence à la formation CCC. Néanmoins, sa première saison dans l'équipe est compliquée. Il se contente d'une septième place sur le Sazka Tour et d'une place dans le top 30 sur le Tour d'Italie.
Lors de l'année 2022, il connait la meilleure saison de sa carrière. Pour sa première course de l'année, il remporte l'étape reine et le général du Tour d'Oman avec une minute d'avance sur Fausto Masnada.  Il participe ensuite au Tour d'Italie, où il gagne en solitaire l'étape-reine des Alpes à l'issue d'une échappée. Cette victoire lui permet de rentrer dans le top 10 du Giro à cinq jours de la fin de la course. Grâce à une bonne dernière semaine, il termine finalement sixième de l'épreuve, son meilleur résultat sur un grand tour. Lors de la sixième étape du Tour d'Espagne, il est testé positif au SARS-CoV-2 et est non-partant .

### 2023-2024: Soudal-Quick-Step
En août 2022, Jan Hirt s'engage avec Soudal-Quick-Step pour deux saisons afin de seconder Remco Evenepoel en montagne.
Présent sur le Tour d'Italie en tant qu'équipier d'Evenepoel, Hirt voit son leader abandonner au soir de la neuvième étape après avoir été infecté par le SARS-CoV-2. Trois jours plus tard, lui-même infecté, Hirt, tout comme ses coéquipiers Mattia Cattaneo, Louis Vervaeke et Josef Černý, est non-partant lors de la onzième étape.

## Palmarès
- 2008
  - 4e étape du Tour du Pays de Vaud
- 2009
  -  Champion de République tchèque sur route juniors
  - ccc :
    - Classement général
    - 2e étape
- 2013
  - 4e étape du Tour d'Azerbaïdjan
  - 1re étape du Czech Cycling Tour (contre-la-montre par équipes)
  - 2e de la Course de la Paix espoirs
- 2014
  - 3e étape du Czech Cycling Tour
  - 3e du Tour Alsace
  - 3e du Grand Prix Kralovehradeckeho kraje
- 2015
  - 3e du Tour d'Autriche
- 2016
  - Tour d'Autriche :
    - Classement général
    - 4e étape
- 2017
  - 3e du Tour de Croatie
- 2019
  - 5e du Tour de Suisse
- 2022
  - Tour d'Oman : 
    - Classement général
    - 5e étape

  - 16e étape du Tour d'Italie
  - 6e du Tour d'Italie
- 2024
  - 2e du Tour d'Oman
  - 8e du Tour d'Italie

## Résultats sur les grands tours

### Tour de France
2 participations
- 2020 : 67e
- 2024 : 67e

### Tour d'Italie
8 participations
- 2017 : 12e
- 2018 : 46e
- 2019 : 27e
- 2021 : 26e
- 2022 : 6e, vainqueur de la 16e étape
- 2023 : non-partant (11e étape)
- 2024 : 8e
- 2025 : non-partant (7e étape)

### Tour d'Espagne
5 participations
- 2018 : 74e
- 2020 : 56e
- 2021 : 28e
- 2022 : non-partant (6e étape)
- 2023 : 59e

## Classements mondiaux
| Année                                 | 2012 | 2013 | 2014 | 2015 | 2016 | 2017 | 2018 | 2019 | 2020 | 2021 | 2022 | 2023  | 2024 |
| ------------------------------------- | ---- | ---- | ---- | ---- | ---- | ---- | ---- | ---- | ---- | ---- | ---- | ----- | ---- |
| UCI World Tour                        |      |      |      |      | nc   | nc   | 285e |      |      |      |      |       |      |
| Classement mondial                    |      |      |      |      | 436e | 253e | 725e | 201e | 865e | 598e | 78e  | 1177e | 186e |
| UCI Europe Tour                       | 742e | 183e | 221e | 175e | 264e | 249e | 849e | 167e | 686e | 482e | 66e  | nc    | 151e |
| UCI Asia Tour                         | nc   | nc   | nc   | nc   | nc   | nc   | 563e |      |      |      |      |       |      |
|                                       |      |      |      |      |      |      |      |      |      |      |      |       |      |
| Légende : nc = non classéSource : UCI |      |      |      |      |      |      |      |      |      |      |      |       |      |